# 羅伊 (愛達荷州)
羅伊（英語：Roy）是位於美國愛達荷州鮑爾縣的一個非建制地區。該地的面積和人口皆未知。

## 地理
羅伊的座標為42°21′50″N 112°49′52″W / 42.36389°N 112.83111°W，而該地的平均海拔高度為1557米（即5108英尺）。